# Siège de Châteauneuf-de-Randon
Guerre de Cent Ans
Le siège de Châteauneuf-de-Randon se déroule durant la guerre de Cent Ans, pendant le règne du roi Charles V, du 24 février au 14 juillet 1380. Le château de Châteauneuf-de-Randon (Gévaudan), aux mains des Anglais,  est repris par les Français. Bertrand du Guesclin trouve la mort lors de ce siège.

## Contexte historique
Au cours de la guerre de Cent Ans, les Anglais occupent une grande partie du royaume de France. Depuis août 1365, l'Auvergne, le Rouergue et le Gévaudan sont sous domination anglaise. Le pape Urbain V, originaire du Gévaudan, encourage les négociations entre Français et Anglais, sans succès. Vers 1379, les tentatives des états du Gévaudan étant restées infructueuses, le roi Charles V charge le connétable Bertrand du Guesclin de libérer le Gévaudan de l'occupation anglaise.
Châteauneuf-de-Randon est alors l'un des nombreux châteaux de la région détenus par les Anglais et le refuge de nombreux pilleurs qui s'attaquent aux pays du Velay. À son arrivée au Puy, en mai 1380, la population demande à Du Guesclin de s'attaquer à Châteauneuf.
Il commence sa campagne militaire par le sud de l'Auvergne, libérant le château de Ruynes-en-Margeride (proche de Saint-Flour et propriété de la baronnie d'Apcher). Recrutant alors des soldats, relayés par ceux envoyés par la ville du Puy, il fait route vers Châteauneuf.

## Le siège
On estime que c'est vers la fin juin que les troupes de du Guesclin arrivent aux environs du château. Commence alors le siège devant la forteresse de Châteauneuf. Vraisemblablement, les troupes de du Guesclin sont parvenues à encercler la citadelle, le camp principal se situant vers le lieu-dit de l'Habitarelle. Le blocus et les batailles y sont terribles sous la chaleur de ce mois de juillet 1380, et une trêve est accordée aux assiégés, en échange de quoi ils promettent de se rendre s'ils ne sont pas secourus.

Le blason de du Guesclin.

Les secours ne semblent pas arriver et Du Guesclin est proche de conquérir Châteauneuf quand il tombe malade. La légende veut qu'en rentrant d'un combat en direction du camp de l'Habitarelle, il se soit désaltéré à la fontaine de la Clauze. La chaleur et la rudesse du combat associées à une eau trop froide auraient provoqué une congestion. Le connétable reçut les derniers sacrements vers le 10 juillet, alors que pendant ce temps les Anglais s'apprêtent à rendre les clés de la citadelle. Il meurt le 13 ou le 14 juillet 1380. Le commandement des troupes échoit alors à Bertucat d'Albret.
Des divergences existent sur la date à laquelle les Anglais rendent les armes. En effet, ceux-ci ont promis de les rendre à du Guesclin et sa mort aurait pu provoquer chez eux un sursaut d'orgueil. Mais les troupes françaises, pleurant leur connétable, jurent de faire passer de vie à trépas quiconque tenterait un acte héroïque, exécutant également les otages. Les Anglais auraient ainsi préféré se rendre plutôt que de perdre des hommes.

## Lieux de mémoire
- Le monument de granit élevé à Châteauneuf-de-Randon de 1913 à 1927 remplace un monument précédent édifié en 1828.
- Statue de du Guesclin à Châteauneuf-de-Randon.
- Vestiges de la tour des Anglais à Châteauneuf-de-Randon.

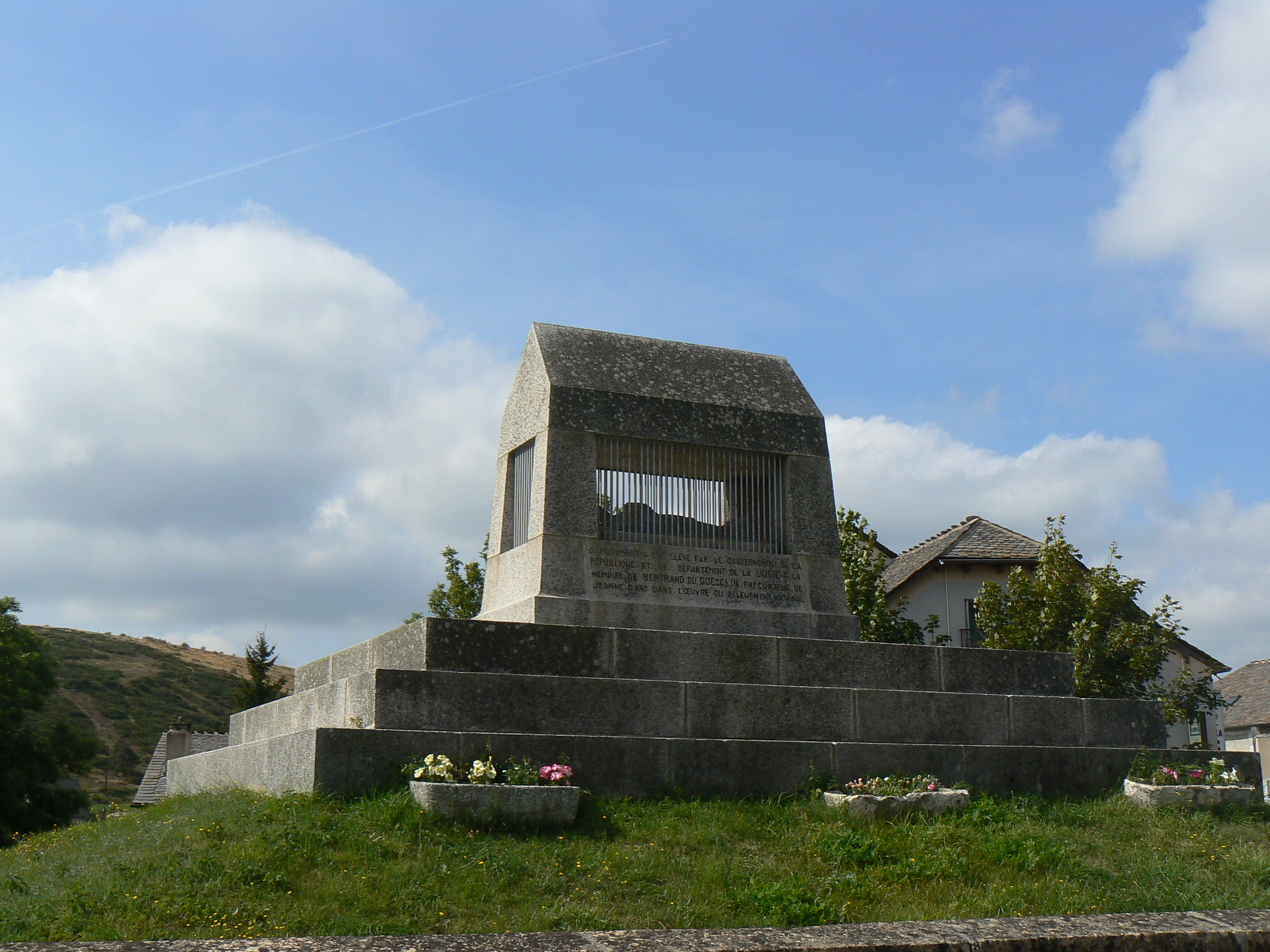
Cénotaphe de Bertrand du Guesclin à Châteauneuf-de-Randon.
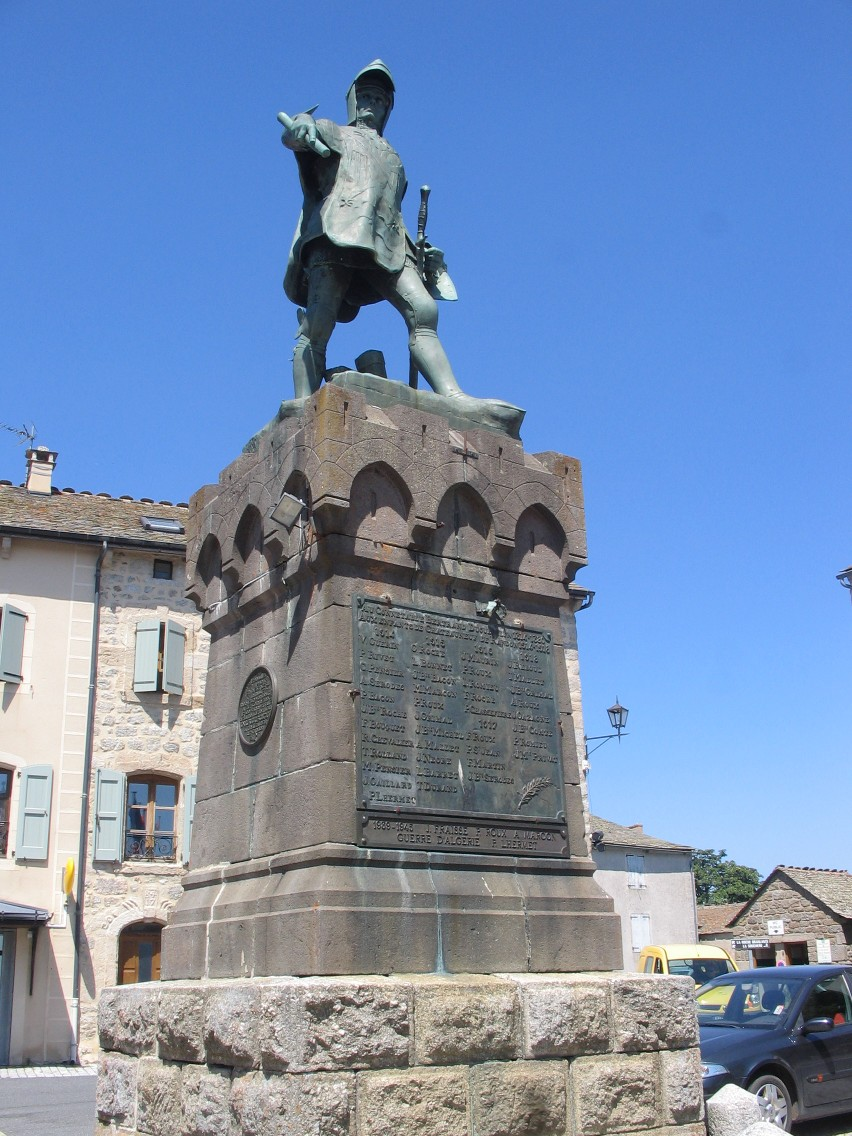
Statue de Du Guesclin à Châteauneuf-de-Randon.
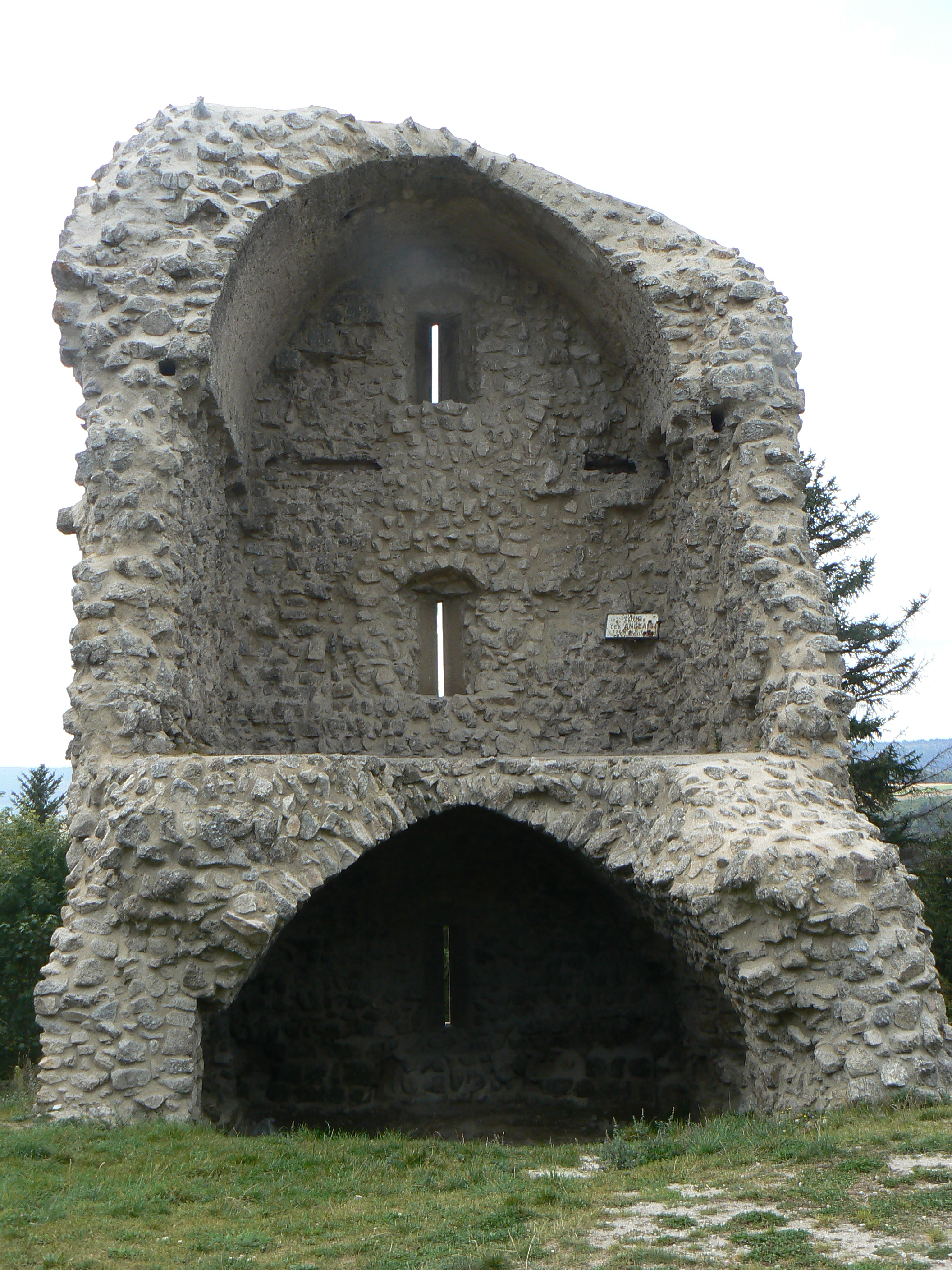
Vestiges de la tour des Anglais à Châteauneuf-de-Randon.